# Eucryphia falcata
Eucryphia falcata ist eine ausgestorbene Art der Gattung Scheinulmen (Eucryphia) innerhalb der Familie der Cunoniaceae.

## Beschreibung
Es wurden Makrofossilien von gefiederten Blättern gefunden. Die genaue Anzahl von Blattfiedern pro Blatt ist unbekannt. Die seitlichen Fiederblättchen sind sichelförmig und das Endfiederblatt ist symmetrisch und hat eine gerundete Basis. Der Blattrand war „gezackt“. Dies ist wahrscheinlich die plesiomorphe Bedingung für alle Gattungen der Familie Cunoniaceae. Die Blätter hatten auch Trichome.

## Etymologie
Das Artepitheton falcata leitet sich von den sichelförmig (falcate) lateralen Fiederblätter der zusammengesetzten Blätter ab.

## Zeitliche Zuordnung
Diese Art lebte im späten Paläozän. Sie erschien zwischen 58,7 und 55,8 Ma. Sie ist die älteste fossile Eucryphia-Art.

## Vorkommen
Ein Fossil wurde in der Nähe von Bunyan, New South Wales, Australien gefunden. Das Fossil wurde in den Sedimenten des Lake Bungarby gefunden, eine fossile Lagerstätte aus versteinertem Sediment eines Sees aus dem Paläozän.